# Chelsea FC
Chelsea FC är en engelsk fotbollsklubb i Fulham i sydvästra London, som spelar i Premier League. Klubben bildades den 10 mars 1905 och spelar sina hemmamatcher på Stamford Bridge.
2022 rankade Forbes klubben som den åttonde rikaste till ett värde av $3,1 miljarder.
Chelsea tampades i början av 2000-talet med Liverpool, Manchester United och Arsenal om herraväldet i den engelska toppfotbollen, de så kallade The Big Four. Efter 2013 har huvudmotståndarna varit i första hand Manchester City och Liverpool samt Manchester United. Chelsea har blivit engelska mästare sex gånger, senast säsongen 2016/2017. Klubben har vunnit Uefa Champions League två gånger, 2012 och 2021, vilket också innebär att Chelsea är den enda klubben ifrån London som vunnit turneringen.

## Historia

### Begynnelsen (1905–1915)

Klubbens ligaplaceringar från och med 1906.

Klubben bildades i början av år 1905, på grund av att det fanns en arena att spela på men inget lag. Det var den då kände byggmagnaten Gus Mears som tillsammans med sin bror J.T. hade köpt Stamford Bridge Athletic Ground och en närliggande marknadsplats som grund för den fotbollsstadion Mears drömde om att bygga. Samtidigt erbjöd Great Western Railway sig att köpa marken för att bygga en godshanteringsplats bland annat för kol. Gus Mears övervägde erbjudandet, men inom ett par dagar hade han kontaktat en känd arkitekt av fotbollsarenor och han planerade istället att bygga sin egen fotbollsstadion. Arenan erbjöds till den etablerade grannklubben Fulham FC (Stamford Bridge är geografiskt beläget inom Fulhams stadsdelsområde, på gränsen till Chelsea). Fulham tyckte dock att kostnaden, 1 500 pund om året, var för hög och tackade nej. Gus Mears vän F.W. Parker (en välkänd finansiär) föreslog då på en pub att de själva skulle starta sin egen klubb med målsättningen att bli en av de främsta i landet. Klubbnamn som Stamford Bridge och Kensington föreslogs men till slut enades man om namnet Chelsea – efter grannstadsdelen.
Mears och Parker ansökte om att få starta i The Southern League men laget blev inte invalt förrän vid ligans årsmöte år 1905 efter ett tidigare avslag på grund av protest från Fulham och Tottenham Hotspur. Efter två år i division två blev Chelsea uppflyttade men laget åkte upp och ner mellan divisionerna trots ett flertal för sin tid mycket framgångsrika och kända spelare. Laget nådde en enda cupfinal, 1915, som förlorades mot Sheffield United med 3–0. Finalen var känd som "Khakifinalen" på grund av det pågående första världskriget.

### 1900-talets senare hälft
Vid ett tillfälle under 1950-talets början var alla Chelseas fem anfallare landslagsspelare. 1955, under ledning av den legendariske tränaren Ted Drake, vann Chelsea ligan – vilket således innebar en plats i den första Europacupen. Chelsea stoppades dock från deltagande av det engelska fotbollsförbundet som inte ville att engelska lag skulle spela i de europeiska cuperna. Tack vare ligasegern kunde klubben locka till sig talangfulla spelare och Chelsea var en av de första klubbarna som etablerade en särskild ungdomssektion. Det dröjde dock 50 år innan Chelsea skulle vinna den engelska högstadivisionen igen.
Efter en ny sejour i engelska division två kom laget åter upp i toppdivisionen 1963 och kom under resten av sextiotalet som bäst trea och sämst nia. De vann Ligacupen 1965 och nådde semifinal i FA-cupen både 1965 och 1966 under ledning av managern Tommy Docherty.
I slutet av 1960-talet och början av 1970-talet var Chelsea ett av Englands mest framgångsrika lag. De vann FA-cupen 1970 och året därpå Cupvinnarcupen mot Real Madrid. Framträdande spelare var under denna tid Peter Osgood, John Hollins, Peter Bonetti, Ron Harris och Alan Hudson. Chelsea blev sammankopplad med den växande musik- och modescenen runt King's Road. En stor ombyggnad av Stamford Bridge startades som skulle ge plats för 60 000 åskådare. Endast den stora läktaren The East Stand blev färdigställd och stora skulder gjorde att projektet övergavs.
1980-talet präglades av stora ekonomiska problem där Chelsea ett tag var mycket nära att åka ned i tredje divisionen. Stamford Bridge såldes och Chelsea hade planer på att flytta och dela hemmaarena med grannklubbarna Fulham och Queens Park Rangers. Några matcher lockade endast 6 000 åskådare och botten nåddes säsongen 1982/1983 då laget slutade på artonde plats med ett publiksnitt på endast 12 642. Managern John Neil lyckades med nöd och näppe rädda kvar laget i andradivisionen och han rekryterade unga spelare som Pat Nevin, David Speedie och Kerry Dixon – men dessa stannade inte länge nog i klubben för att laget skulle etablera sig på en högre nivå.
I början på 1980-talet köpte Ken Bates klubben och började ett segdraget arbete med att åter få Stamford Bridge i Chelseas ägo. 1994 inleddes en totalrenovering av arenan som stod klar 2001. I och med att den tidigare landslagsmannen Glenn Hoddle 1993 fick rollen som spelande manager lades grunden till dagens status som världslag. Hoddle lockades snart av förbundskaptensuppdraget och efterträdare blev en av Hoddles egna värvningar. Ruud Gullit. 1998 fick Gullit sparken efter flera kontroverser och trots framgångar i det lagbygge som ännu inte kulminerat, varefter Gianluca Vialli (en annan gammal spelare) tog över och hade inom fyra månader vunnit Ligacupen, Cupvinnarcupen och Uefa Super Cup.

### 2000 och framåt
Hösten 2000 ersattes Vialli efter en konflikt med ägaren Bates av sin landsman, italienaren Claudio Ranieri. Ranieri lyckades leda Chelsea till FA-cupfinalen 2002, och året efter till en fjärdeplats i Premier League. Det hårt ekonomiskt ansatta Chelsea säkrade därmed en plats till den kommande säsongens Champions League-kval.
I juli 2003 rapporterade media att Chelsea hade tagits över av den ryska oljemiljardären Roman Abramovitj och klubben tagits bort från börsen och avregistrerats som aktiebolag. Abramovitjs investeringar gjorde det möjligt för Chelsea att plötsligt kunna värva spelare som Claude Makélélé, Hernan Crespo, Joe Cole och Juan Sebastián Verón. Det nya lagbygget resulterade i en andraplats i Premier League 2003/2004 och en semifinalplats i Champions League 2003/2004. Trots detta annonserades efter säsongen att Ranier fått sparken, som i juni 2004 ersattes av portugisen José Mourinho. Mourinho lyckades genast vinna två titlar; först Ligacupen 2005 och sedan Premier League, och försvarade därefter ligatiteln ett år senare. Chelsea kunde i och med detta börja betraktas som en av de dominerande klubbarna i Europa. Säsongerna 2003/04, 2004/2005 respektive 2006/2007 nådde laget semifinal i Champions League, och vann FA-cupfinalen 2007 på nyinvigda Wembley Stadium. Ligapremiär-vinsten hemma mot Birmingham den 12 augusti 2007 innebar att Chelsea satte nytt rekord i forma av 64 hemmamatcher i rad utan förlust (vilket slog Liverpools tidigare rekord som var 63 hemmamatcher i ligan utan förlust).
Den 20 september 2007 lämnade Mourinho Chelsea, och ersattes kort därefter ersattes av Avram Grant (tidigare förbundskapten för Israels landslag). Han lyckades föra Chelsea till Champions League-final mot Manchester United 2008, men förlorades på straffsparksavgörande (1–1 efter ordinarie speltid). Några dagar efter finalförlusten avskedades Grant och ersattes av Portugals förbundskapten Luiz Felipe Scolari – som fick sparken den 9 februari 2009 till följd av flera floppar, varefter Guus Hiddink fick ett kontrakt fram tills säsongens slut och kunde föra Chelsea upp till semifinal i Champions League. Chelsea lyckades vinna FA-cupfinalen 2009 mot Everton, innan Hiddink slutade som tränare.

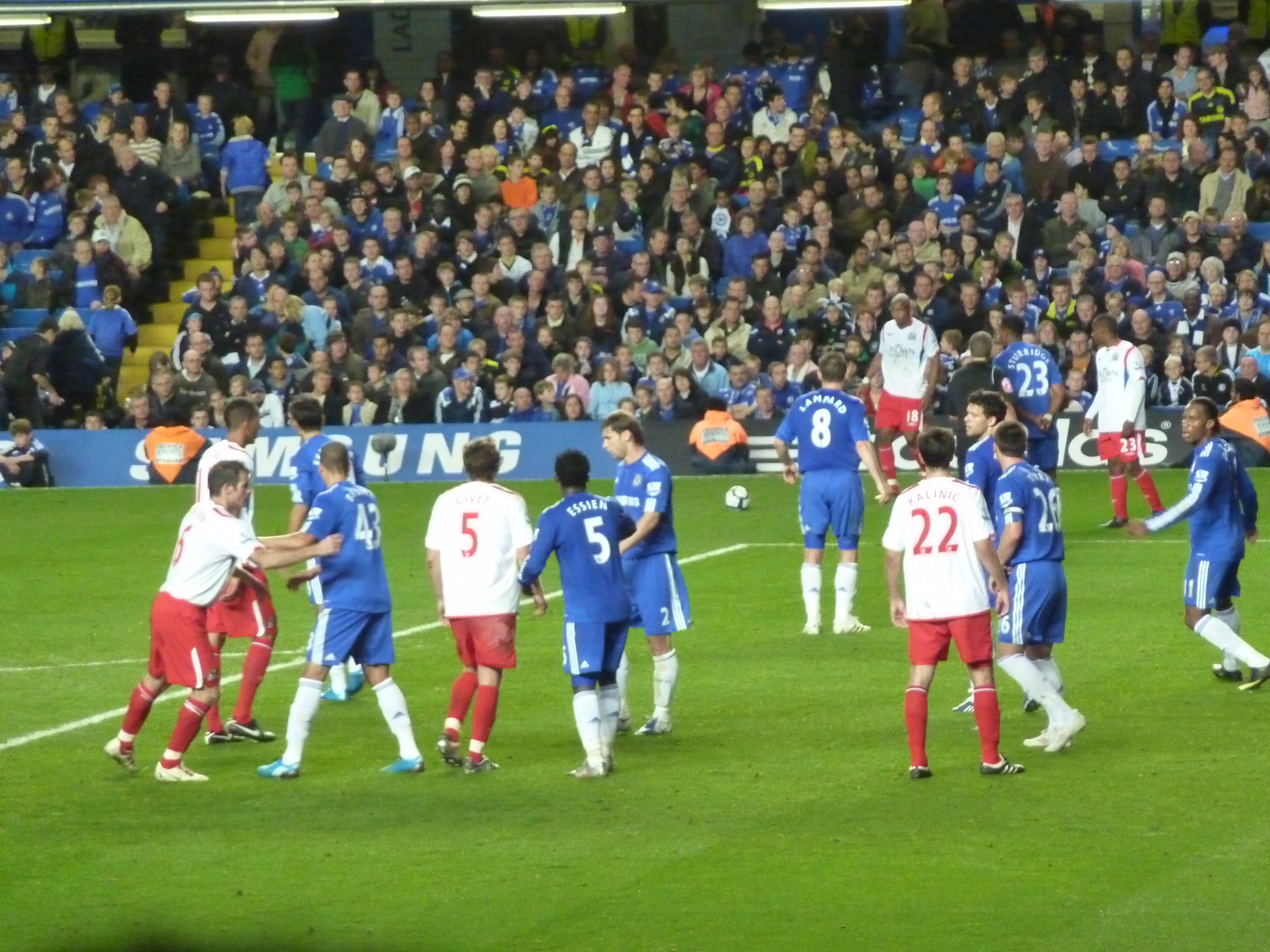
Chelsea mot Blackburn den 24 oktober 2009.

Till säsongen 2009/2010 hämtades Carlo Ancelotti in som tränare, som skulle få klubben att vinna en så kallad dubbel; ligatiteln (med en poängs marginal från Manchester United) och dvs FA-cupen. Chelsea lyckades även med sina 103 gjorda mål i Premier League slå Manchester Uniteds tidigare rekord på 97. Under januari månad 2011 tvekade Abramovitj att investera pengar på Chelsea, men i övergångsfönstret sista dag köptes Fernando Torres och David Luiz för ca 70 miljoner pund. Torres övergång blev inte bara Chelseas dyraste genom tiderna utan även den dyraste där en engelsk klubb var inblandad.. Efter den titellösa säsongen 2010/2011 följde några tränarbyten; med den före detta Chelsea-spelaren Roberto Di Matteo som tränare på våren 2012 blev Chelsea för första gången någonsin Champions League-mästare. (Detta efter straffdramatik mot Bayern München i finalen, som spelades på just Bayern Münchens hemmastadion Allianz Arena, där Didier Drogba blev matchhjälte.) Några månader senare förlorade Chelsea Uefa Super Cup mot Atlético Madrid med 1–4, kort därefter sparkades Di Matteo trots Champions League-titeln.
Klubbens nygamle tränare José Mourinho återkom på hösten 2013, och den 15 maj 2013 blev Chelsea historiska när de besegrade Benfica i Europa League-finalen med 2–1 och är därmed en av fyra klubbar som vunnit både Champions- och Europa League (blev också det första laget att ha både Champions League- samt Europa League-pokalen samtidigt under en viss tid). Den 17 december 2015 fick Mourinho sparken efter en fiaskoartad höst.

## Träningsanläggningen
The Cobham Training Centre är klubbens träningsanläggning ligger i Cobham, Surrey. Anläggningen byggdes 2005 för att kunna konkurrera med andra toppklubbarna som investerat i liknande anläggningar.

## Spelare

### Spelartruppen
| 1  | Spanien | Robert Sánchez  | 18 november 1997 | Brighton & Hove Albion (-23) |
| 12 | Danmark | Filip Jörgensen | 16 april 2002    | Villarreal (-24)             |
| 44 | USA     | Gabriel Slonina | 15 maj 2004      | Chicago Fire (-22)           |

| 3  | Spanien       | Marc Cucurella    | 22 juli 1998      | Brighton & Hove Albion (-22) |
| 4  | England       | Tosin Adarabioyo  | 24 september 1997 | Fulham (-24)                 |
| 5  | Frankrike     | Benoît Badiashile | 26 mars 2001      | Monaco (-23)                 |
| 6  | England       | Levi Colwill      | 26 februari 2003  | Chelsea FC                   |
| 21 | Nederländerna | Jorrel Hato       | 7 mars 2006       | Ajax (-25)                   |
| 23 | England       | Trevoh Chalobah   | 5 juli 1999       | Chelsea FC                   |
| 24 | England       | Reece James       | 8 december 1999   | Chelsea FC                   |
| 27 | Frankrike     | Malo Gusto        | 19 maj 2003       | Lyon (-23)                   |
| 29 | Frankrike     | Wesley Fofana     | 17 december 2000  | Leicester City (-22)         |
| 30 | Argentina     | Aaron Anselmino   | 29 april 2005     | Boca Juniors (-24)           |
| 34 | England       | Josh Acheampong   | 5 maj 2006        | Chelsea FC                   |

| 8  | Argentina | Enzo Fernández | 17 januari 2001 | Benfica (-23)                |
| 14 | Portugal  | Dário Essugo   | 14 mars 2005    | Sporting (-25)               |
| 17 | Brasilien | Andrey Santos  | 3 maj 2004      | Vasco da Gama (-23)          |
| 25 | Ecuador   | Moisés Caicedo | 2 november 2001 | Brighton & Hove Albion (-23) |
| 45 | Belgien   | Roméo Lavia    | 6 januari 2004  | Southampton (-23)            |

| Anfallare | Anfallare | Anfallare          | Anfallare         | Anfallare                     | Anfallare |
| Nummer    | Land      | Spelare            | Födelsedatum      | Kom ifrån                     |           |
| --------- | --------- | ------------------ | ----------------- | ----------------------------- | --------- |
| 7         | Portugal  | Pedro Neto         | 9 mars 2000       | Wolverhampton Wanderers (-24) |           |
| 9         | England   | Liam Delap         | 2 februari 2003   | Ipswich Town (-25)            |           |
| 10        | England   | Cole Palmer        | 6 maj 2002        | Manchester City (-23)         |           |
| 11        | England   | Jamie Gittens      | 8 augusti 2004    | Borussia Dortmund (-25)       |           |
| 15        | Senegal   | Nicolas Jackson    | 20 juni 2001      | Villarreal (-23)              |           |
| 18        | Frankrike | Christopher Nkunku | 14 november 1997  | RB Leipzig (-23)              |           |
| 20        | Brasilien | João Pedro         | 26 september 2001 | Brighton & Hove Albion (-25)  |           |
| 32        | England   | Tyrique George     | 4 februari 2006   | Chelsea FC                    |           |
| 41        | Brasilien | Estêvão            | 24 april 2007     | Palmeiras (-25)               |           |

### Utlånade spelare
| Nr | Land      | Pos | Namn                                               |
| -- | --------- | --- | -------------------------------------------------- |
| -  | USA       | F   | Caleb Wiley (i Watford till 31 maj 2026)           |
| -  | Brasilien | A   | Deivid Washington (i Santos till 31 december 2025) |
| -  | Ecuador   | MF  | Kendry Páez (i Strasbourg till 30 juni 2026)       |

| Nr | Land      | Pos | Namn                                          |
| -- | --------- | --- | --------------------------------------------- |
| -  | Frankrike | F   | Mamadou Sarr (i Strasbourg till 30 juni 2026) |
| -  | Spanien   | A   | Marc Guiu (i Sunderland till 30 juni 2026)    |
| -  | Belgien   | MV  | Mike Penders (i Strasbourg till 30 juni 2026) |

### Andra spelare under kontrakt
| Nr | Land      | Pos | Namn               |
| -- | --------- | --- | ------------------ |
| -  | England   | F   | Alfie Gilchrist    |
| -  | Frankrike | F   | Axel Disasi        |
| -  | England   | F   | Ben Chilwell       |
| -  | England   | MF  | Carney Chukwuemeka |

| Nr | Land            | Pos | Namn               |
| -- | --------------- | --- | ------------------ |
| -  | Elfenbenskusten | A   | David Datro Fofana |
| -  | Ukraina         | A   | Mychajlo Mudryk    |
| -  | England         | A   | Raheem Sterling    |
| -  | Portugal        | F   | Renato Veiga       |

### Utvecklingslag
| Nr | Land    | Pos | Namn                           |
| -- | ------- | --- | ------------------------------ |
| -  | England | MV  | Hudson Sands (-07)             |
| -  | England | MV  | Max Merrick (-05)              |
| -  | England | MV  | Ted Curd (-06)                 |
| -  | England | F   | Brodi Hughes (-04)             |
| -  | Sverige | F   | Genesis Antwi (-07)            |
| -  | England | F   | Harrison Murray-Campbell (-06) |
| -  | Irland  | F   | Harry McGlinchey (-07)         |
| -  | England | F   | Kian Best (-05)                |
| -  | England | F   | Richard Olise (-04)            |
| -  | England | F   | Kaiden Wilson (-05)            |
| -  | England | MF  | Frankie Runham (-07)           |
| -  | England | MF  | Harrison McMahon (-06)         |
| -  | Finland | MF  | Jimi Tauriainen (-04)          |
| -  | England | MF  | Kiano Dyer (-06)               |

| Nr | Land     | Pos | Namn                       |
| -- | -------- | --- | -------------------------- |
| -  | England  | MF  | Landon Emenalo (-08)       |
| -  | Portugal | MF  | Leo Cardoso (-06)          |
| -  | England  | MF  | Ollie Harrison (-07)       |
| -  | England  | MF  | '''Omari Kellyman''' (-05) |
| -  | England  | MF  | Samuel Rak-Sakyi (-05)     |
| -  | England  | A   | Alex Matos (-04)           |
| -  | England  | A   | Ato Ampah (-06)            |
| -  | Jamaica  | A   | Dujuan Richards (-05)      |
| -  | England  | A   | Jesse Derry (-07)          |
| -  | England  | A   | Jimmy-Jay Morgan (-06)     |
| -  | England  | A   | Ronnie Stutter (-05)       |
| -  | Irland   | A   | Shaun Wade (-06)           |
| -  | England  | A   | Shumaira Mheuka (-07)      |
| -  | England  | A   | Zain Silcott-Duberry (-05) |

### Utlånade spelare
| Nr | Land    | Pos | Namn                                                   |
| -- | ------- | --- | ------------------------------------------------------ |
| -  | England | MF  | Leo Castledine (i Huddersfield Town till 30 juni 2026) |

| Nr | Land    | Pos | Namn                                                      |
| -- | ------- | --- | --------------------------------------------------------- |
| -  | England | MV  | Teddy Sharman-Lowe (i Bolton Wanderers till 30 juni 2026) |

### Akademilag
| Nr | Land      | Pos | Namn                       |
| -- | --------- | --- | -------------------------- |
| -  | England   | MV  | Freddy Bernal (-08)        |
| -  | England   | MV  | Hudson Sands (-07)         |
| -  | England   | MV  | Jack Austin (-07)          |
| -  | England   | MV  | Toby Bell (-09)            |
| -  | England   | F   | Calvin Diakite (-09)       |
| -  | England   | F   | Dante Waite (-08)          |
| -  | Irland    | F   | Harry McGlinchey (-07)     |
| -  | Brasilien | F   | Isago Silva (-08)          |
| -  | England   | F   | Jacob Hall (-08)           |
| -  | England   | F   | Joseph Wheeler-Henry (-07) |
| -  | England   | F   | Olutayo Subuloye (-07)     |
| -  | England   | MF  | Mathis Eboue (-09)         |

| Nr | Land    | Pos | Namn                             |
| -- | ------- | --- | -------------------------------- |
| -  | England | MF  | Sol Gordon (-07)                 |
| -  | England | MF  | Charlie Holland (-09)            |
| -  | Marocko | MF  | Yahya Idrissi (-07)              |
| -  | England | MF  | Ibrahim Rabbaj (-09)             |
| -  | England | MF  | Lewi Richards (-08)              |
| -  | England | MF  | Reggie Walsh (-08)               |
| -  | England | A   | Chizaram Ezenwata (-08)          |
| -  | England | A   | Chris Atherton (-08)             |
| -  | England | A   | Jeremiah Berkeley-Agyepong (-09) |
| -  | England | A   | Joel Philbert (-09)              |
| -  | England | A   | Kobe Barbour (-07)               |
| -  | England | A   | Ryan Kavuma-McQueen (-09)        |

### Årets spelare
| År   | Vinnare       |
| ---- | ------------- |
| 1967 | Peter Bonetti |
| 1968 | Charlie Cooke |
| 1969 | David Webb    |
| 1970 | John Hollins  |
| 1971 | John Hollins  |
| 1972 | David Webb    |
| 1973 | Peter Osgood  |
| 1974 | Gary Locke    |
| 1975 | Charlie Cooke |
| 1976 | Ray Wilkins   |
| 1977 | Ray Wilkins   |
| 1978 | Micky Droy    |
| 1979 | Tommy Langley |
| 1980 | Clive Walker  |
| 1981 | Petar Borota  |

| År   | Vinnare           |
| ---- | ----------------- |
| 1982 | Mike Fillery      |
| 1983 | Joey Jones        |
| 1984 | Pat Nevin         |
| 1985 | David Speedie     |
| 1986 | Eddie Niedzwiecki |
| 1987 | Pat Nevin         |
| 1988 | Tony Dorigo       |
| 1989 | Graham Roberts    |
| 1990 | Ken Monkou        |
| 1991 | Andy Townsend     |
| 1992 | Paul Elliott      |
| 1993 | Frank Sinclair    |
| 1994 | Steve Clarke      |
| 1995 | Erland Johnsen    |
| 1996 | Ruud Gullit       |

| År   | Vinnare         |
| ---- | --------------- |
| 1997 | Mark Hughes     |
| 1998 | Dennis Wise     |
| 1999 | Gianfranco Zola |
| 2000 | Dennis Wise     |
| 2001 | John Terry      |
| 2002 | Carlo Cudicini  |
| 2003 | Gianfranco Zola |
| 2004 | Frank Lampard   |
| 2005 | Frank Lampard   |
| 2006 | John Terry      |
| 2007 | Michael Essien  |
| 2008 | Joe Cole        |
| 2009 | Frank Lampard   |
| 2010 | Didier Drogba   |
| 2011 | Petr Cech       |

| År   | Vinnare       |
| ---- | ------------- |
| 2012 | Juan Mata     |
| 2013 | Juan Mata     |
| 2014 | Eden Hazard   |
| 2015 | Eden Hazard   |
| 2016 | Willian       |
| 2017 | Eden Hazard   |
| 2018 | N'Golo Kanté  |
| 2019 | Eden Hazard   |
| 2020 | Mateo Kovačić |
| 2021 | Mason Mount   |
| 2022 | Mason Mount   |
| 2023 | Thiago Silva  |
| 2024 | Cole Palmer   |

### Tidigare spelare
- Juan Sebastian Veron
- Hernán Crespo
- Franco Di Santo
- Tony Dorigo
- Mark Bosnich
- Mark Schwarzer
- Eden Hazard
- Thibaut Courtois
- Alex
- David Luiz
- Filipe Luís
- Juliano Belletti
- Ramires
- Willian
- Oscar
- Juan Cuadrado
- Jesper Grønkjær
- Brian Laudrup
- Jes Høgh
- Didier Drogba
- Salomon Kalou
- Peter Bonetti
- Frank Lampard
- Scott Parker
- Glen Johnson
- Chris Sutton
- Peter Osgood
- Wayne Bridge
- Shaun Wright Phillips
- Scott Sinclair
- Michael Mancienne
- Ashley Cole
- Joe Cole
- Carlton Cole
- Daniel Sturridge
- Ray Wilkins
- Graeme Le Saux
- John Terry
- Gary Cahill
- Lassana Diarra
- Frank Leboeuf
- Florent Malouda
- Emanuel Petit
- Nicolas Anelka
- Marcel Desailly
- Claude Makélélé
- Didier Deschamps
- Damien Duff
- Eidur Gudjohnsen
- Tal Ben Haim
- Yossi Benayoun
- Gianluca Vialli
- Pierluigi Casiraghi
- Carlo Cudicini
- Fabio Borini
- Gianfranco Zola
- Roberto Di Matteo
- Samuele Dalla Bona
- Frank Sinclair
- Geremi Njitap
- Samuel Eto'o
- Mario Stanic
- George Weah
- Boudewijn Zenden
- Kahlid Boulahrouz
- Jeffrey Bruma
- Mario Melchiot
- Winston Bogarde
- Arjen Robben
- Ed de Goey
- Jimmy Floyd Hasselbaink
- Ruud Gullit
- Celestine Babayaro
- John Obi Mikel
- Frode Grodås
- Tore Andre Flo
- Claudio Pizarro
- Tiago
- Ricardo Quaresma
- Raul Meireles
- Henrique Hilário
- Paulo Ferreira
- José Bosingwa
- Deco
- Ricardo Carvalho
- Dan Petrescu
- Adrian Mutu
- Yuri Zhirkov
- Demba Ba
- Mateja Kezman
- Branislav Ivanović
- Nemanja Matić
- Miroslav Stoch
- Albert Ferrer
- Álvaro Morata
- Asier del Horno
- Cesc Fàbregas
- Diego Costa
- Pedro
- Michael Ballack
- Robert Huth
- Andriy Shevchenko
- Gustavo Poyet
- Mark Hughes
- Vinnie Jones